# Маслов Лог
Маслов Лог — хутор в Хохольском районе Воронежской области России. Входит в состав Борщёвского сельского поселения.

## География
Хутор находится в северо-западной части Воронежской области, в лесостепной зоне, в пределах Среднерусской возвышенности, к западу от реки Дон, на расстоянии примерно 34 километров (по прямой) к юго-востоку от посёлка городского типа Хохольский, административного центра района. Абсолютная высота — 115 метров над уровнем моря.
Часовой пояс
Хутор Маслов Лог, как и вся Воронежская область, находится в часовой зоне МСК (московское время). Смещение применяемого времени относительно UTC составляет +3:00.

## Население
| 2010 |
| ---- |
| 26   |

Гендерный состав
По данным Всероссийской переписи населения 2010 года в гендерной структуре населения мужчины составляли 42,3 %, женщины — соответственно 57,7 %.
Национальный состав
Согласно результатам переписи 2002 года, в национальной структуре населения русские составляли 98 %.

## Улицы
Уличная сеть хутора состоит из одной улицы (ул. Мира).